# Rag-Time
Rag-Time (W42) is een compositie van Igor Stravinsky voor elf instrumentalisten (fluit, klarinet, hoorn, cornet, trombone, cimbalom, eerste en tweede viool, altviool, contrabas en slagwerk). Het werk werd in 1918 in Morges in Zwitserland gecomponeerd en opgedragen aan Chileense kunstbeschermster Eugenia Errázuriz. Rag-Time werd op 27 april 1920 voor het eerst uitgevoerd door de Philharmonic Quartet en klein orkest in de Aeolin Hall te Londen.
Rag-Time hoort tot de categorie werken waarin Stravinsky experimenteert met het jazz-idioom, zoals hij eerder had gedaan in de Ragtime in de Histoire du Soldat, en later nog zou doen in bijvoorbeeld het Ebony Concerto. Voor Rag-Time heeft Stravinsky de bezetting van zeven in de Histoire du Soldat uitgebreid naar elf, het cimbalom een prominente concertante rol gegeven en de lengte verdubbeld. De ontvangst van het werk was niet algemeen even enhousiast; Rag-Time werd als een flauwe imitatie van een originele ragtime gezien
Stravinsky maakte een bewerking voor piano solo; voor de kaft van de publicatie hiervan maakte Pablo Picasso op Stravinsky's verzoek een lijntekening.

## Oeuvre
Zie het Oeuvre van Igor Stravinsky voor een volledig overzicht van het werk van Stravinsky.

## Geselecteerde discografie
- Rag-Time (versie voor elf instrumenten), Toni Koves (cimbalom) en Columbia Chamber Ensemble o.l.v. Igor Stravinsky (in 1991 verschenen op CD in de 'Igor Stravinsky Edition', 2CDs, SM2K 46 297)
- Rag-Time(versie voor piano solo), Marielle Labèque, piano (KML 1112/13)